# 강제상
강제상(1960년~)은 대한민국의 경희대학교 입학관리처 처장, 제16대 한국인사행정학회 회장 등을 역임한 대한민국의 행정학자이다.

## 경력
- 2004.01-2004.12 University of Colorado at Denver 교환교수 및 Fulbright Scholar
- 2009.01-2013.01 경희대학교 입학관리처 입학처장
- 2014.04-2016.03 경희대학교 정경대학 학장

### 대외활동
- 2015.01-2015.12 한국인사행정학회 회장
- 2014.01-2014.12 한국국정관리학회 회장
- 2004.01-2006.12 정치행정연구회 회장
- 2009.01-2010.12 한국행정학회 부회장
- 2012.01-2012.12 한국정책학회 편집위원회위원장
- 2011.01-2011.12 한국정책분석평가학회 연구담당 부회장
- 2015.03-2015.12 외교부 외교부 참사관 및 대사 역량평가위원
- 2015.01-현재 인사혁신처 정책자문위원
- 2014.01-2014.11 안전행정부 정책자문위원(인사분야)
- 2005.10-2007.09 대통령자문정책기획위원회 위원

## 저서
- 2007 「조직행태의 이해」, 대영문화사
- 2007 「현대인사행정론」, 법문사
- 2007 「행정기획론」, 박영사
- 2005 「PSAT: 상황판단」, 법문사